# Mirosława Huflejt-Łukasik
Mirosława Huflejt-Łukasik (ur. 1965) – polska psycholog, doktor habilitowany nauk humanistycznych, profesor Wydziału Psychologii Uniwersytetu Warszawskiego, specjalistka w zakresie psychologii klinicznej, psychologii poznawczej, psychologii społecznej i psychoterapii. Pracuje w Katedrze Psychologii Biznesu i Innowacji Społecznych Wydziału Psychologii UW.

## Życiorys
Ukończyła VI Liceum Ogólnokształcące im. Tadeusza Reytana w Warszawie (1984) i Wydział Psychologii Uniwersytetu Warszawskiego (1990). W latach 1990–1993 uczestniczyła w studiach doktoranckich na UW, a w 1993 roku rozpoczęła pracę na Wydziale Psychologii UW. W 1997 uzyskała stopień naukowy doktora na podstawie rozprawy Charakterystyka struktury standardów „Ja” i autokoncentracja a depresja, obronionej na Wydziale Psychologii UW, a w 2011 habilitowała się tamże na podstawie pracy Ja i procesy samoregulacji: różnice między zdrowiem a zaburzeniami psychicznymi. 
Prowadzi badania naukowe w zakresie psychologii poznawczej, osobowości, społecznej oraz organizacji, wykorzystując je w praktycznej działalności psychologicznej wspomagającej rozwój osobisty i zawodowy jednostek, wspieranie organizacji i potencjału ludzi w organizacjach. Od 1990 działa jako psychoterapeutka i prowadzi szkolenia o różnorodnej tematyce (m.in. przywództwo, komunikowanie się, motywowanie, radzenie sobie w trudnych sytuacjach, organizowanie czasu pracy, radzenie sobie ze stresem).
Od 1998 prowadzi coaching indywidualny i zespołowy. Twórczyni i kierownik studiów podyplomowych Wydziału Psychologii UW „Coaching w organizacji”, a także współkierowniczka studiów „Psychologia w coachingu” oraz „Psychologia w praktyce – efektywność osobista w życiu zawodowym i prywatnym”. Autorka programów i prowadząca zajęcia w ramach studiów „Psychologia dla liderów”, „Psychologia zarządzania personelem”, „Psychologia zachowań rynkowych”, „Psychologiczne podstawy komunikacji medialnej”. Pracuje również jako wykładowczyni w studium podyplomowym Uniwersytetu SWPS.
Współtwórczyni Polskiego Instytutu Neurolingwistycznego Programowania oraz akcjonariusz i członek Rady Nadzorczej Spółki Centrum Kreowania Liderów Grupa Holdingowa S.A. Założycielka, prezes i kierownik merytoryczny firmy CC Innovation (Coaching Consulting Innovation), zajmującej się m.in. coachingiem i konsultingiem. Twórczyni metody kompleksowych usług dla firm Multi-Level Concept oraz Szkoły Coachingu i Pracy z Grupami MLC. W latach 2014–2017 członek prezydium Izby Coachingu. Członek Polskiego Towarzystwa Psychologicznego (PTP) i European Association for Neuro-Linguistic Psychotherapy (EANLPt).

## Publikacje
Autorka artykułów naukowych, artykułów popularyzujących coaching oraz książek:
- Ja i procesy samoregulacji: różnice między zdrowiem a zaburzeniami psychicznymi (Warszawa 2010, ISBN 978-83-7383-358-6)
- Mechanizmy psychologiczne i społeczne warunkujące formułowanie ocen oraz podejmowanie decyzji (red., wraz z Agnieszką Plutą, Warszawa 2021, ISBN 978-83-63487-55-3)

## Certyfikaty i akredytacje
- Europejski Certyfikat Psychoterapii (ECP) Europejskiego Stowarzyszenia Psychoterapii(inne języki) (EAP)[6]
- Certyfikat Psychoterapeuty i Superwizora Polskiej Federacji Psychoterapii (PFP)[6]
- Akredytowany Coach i Superwizor Coachingu Izby Coachingu[6]
- Senior Coach i Superwizor European Coaching Federation (EuCF)[6]

## Nagrody i wyróżnienia
- Nagroda „Skrzydła za dbałość o standardy coachingu” przyznana przez Stowarzyszenie Coachów Polskich, Izbę Coachingu, International Coaching Federation(inne języki) (ICF), European Mentoring and Coaching Council(inne języki) (EMCC) (2017)[7]
- Wyróżnienie za działalność dydaktyczną przyznawane przez studentów (2014)[6]
- Nagroda indywidualna II stopnia Rektora Uniwersytetu Warszawskiego za monografię Ja i procesy samoregulacji: różnice między zdrowiem a zaburzeniami psychicznymi (Warszawa 2010, ISBN 978-83-7383-358-6)[7]
- Nagroda zespołowa Rektora Uniwersytetu Warszawskiego za współautorstwo książki Nastrój: modele, geneza, funkcje (Warszawa 2011, ISBN 978-83-235-0781-9)[7]
- Nagroda zespołowa I stopnia Ministra Edukacji Narodowej za publikacje w podręczniku akademickim Psychoterapia (Warszawa 2005, ISBN 978-83-85713-61-6)[7][11][12]